# Aero Fighters Assault
Aero Fighters Assault é um jogo de batalha produzido para o Nintendo 64, onde o utilizador controla um caça e tem como objetivo destruir seus inimigos. O jogo foi produzido em 1996 no Japão, onde é chamado de Sonic Wings Assault. É o quinto e último jogo da série Aero Fighters.
No jogo, quatro pilotos se unem contra uma organização fictícia, chamada Phutta Morgana, que visa a dominação do mundo. Cada piloto tem seu próprio caça, com armas especiais e mísseis específicos. Dois caças e pilotos extras podem ser liberados, um com um código e outro ao completar todas as missões.
Pontos obtidos em cada fase podem variar conforme o número de tiros que o jogador dá ou leva, conforme os companhairos sobrevivem e etc. Quatro missões extras podem ser liberadas se o jogador obtiver pontos o suficiente.

## Jogabilidade
Os caças possuem todos quatro tipos de armas: metralhadoras, míseis tele-guiados, inibidores de mísseis inimigos e armas especiais, muito poderosas, que só podem ser utilizadas até duas vezes seguidas, tendo o jogador que esperar que se recarreguem, o quê leva vários minutos. Os caças podem voar rápida ou lentamente e fazer loopings.